# Nidifuge

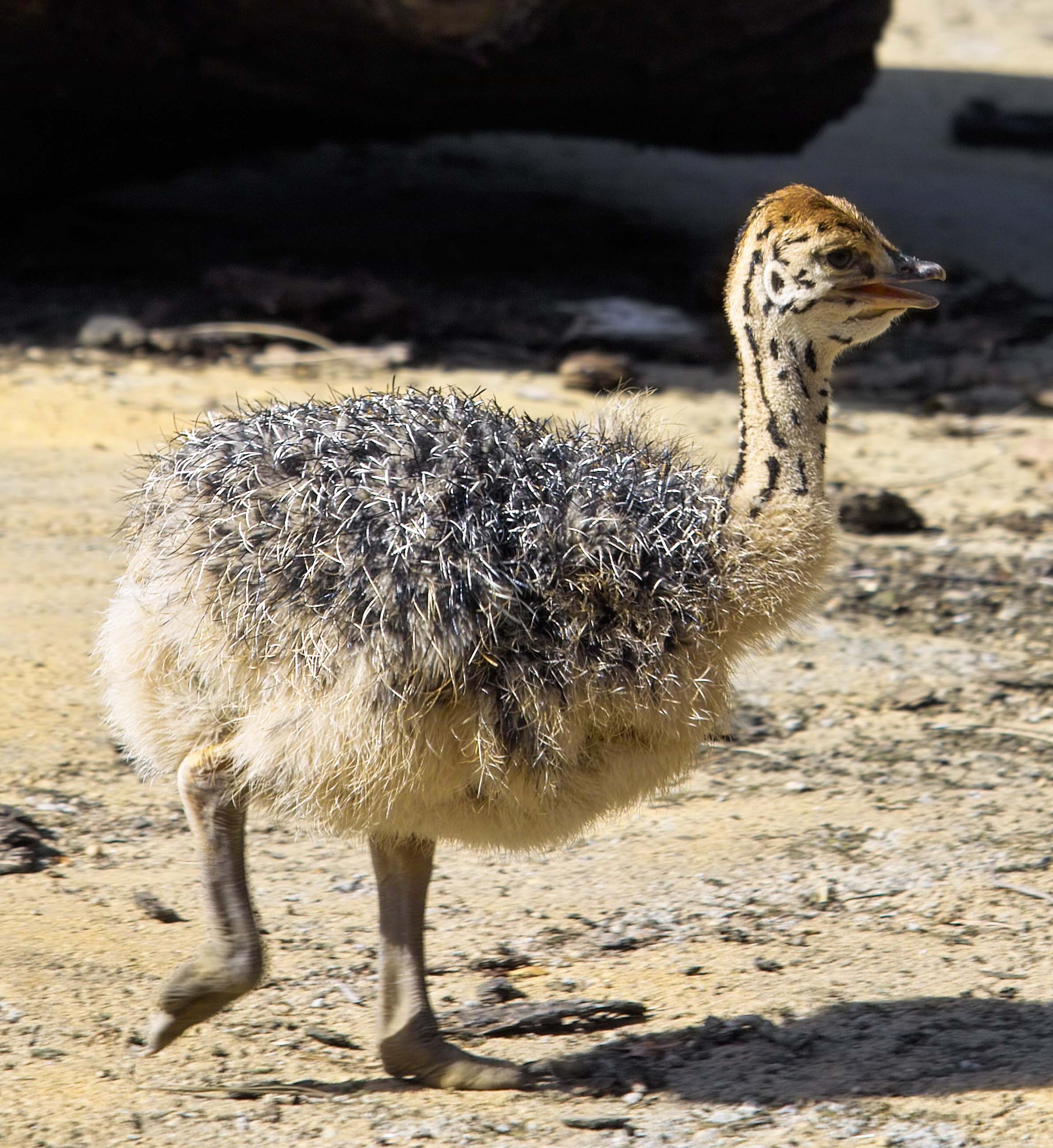
Les autruchons sont nidifuges.

Une espèce animale est dite nidifuge lorsque les petits sont capables de se déplacer pratiquement comme un adulte dès la naissance ou dans leurs premiers jours. Généralement, ils naissent avec des plumes, du duvet ou des poils, pouvant déjà voir et entendre leur environnement. Ils resteront cependant avec leurs parents ou leurs congénères pour gagner l'expérience nécessaire à vivre vraiment seuls. Ils se nourrissent généralement par eux-mêmes, peuvent rapidement courir, nager ou plonger,.
À l'inverse, les espèces dont les nouveau-nés sont étroitement dépendants de leurs parents pour leur survie sont dites nidicoles.
Il existe aussi des espèces semi-nidifuges, capables de se déplacer pratiquement comme un adulte dès la naissance, mais qui restent près de l'adulte.

## Étymologie
«Nidifuge», composé de «nid», du latin nidus, et du suffixe -fuge, du latin fugere, signifie littéralement «qui fuit le nid».

## Exemple d'espèces nidifuges
Le poulain, le veau et certains oiseaux, par exemple la poule, dont les petits sont couverts de duvet et capables de quitter le nid en sortant de l'œuf, sont nidifuges.
Les octodons ou dègue du Chili sont aussi nidifuges. Ils naissent avec leurs poils, leurs dents définitives et gambadent déjà quelques heures après la naissance.

## Espèces semi-nidifuges
Les espèces semi-nidifuges ont des plumes, voient et entendent dès l'éclosion, mais elles restent près du nid, voire dans le nid. C'est notamment le cas d'oiseaux (mouettes, sternes) dont les poussins ont ces caractéristiques mais ne sont pas complètement indépendants. Les adultes leur apportent de la nourriture et les réchauffent. En effet, pendant un certain temps, ils sont incapables de réguler leur température corporelle.

## Exemples d'oiseaux nidifuges
- la caille des blés (Coturnix coturnix)
- le tétras lyre (Lyrurus tetrix)